# Stołbce
Stołbce [ˈstɔu̯pt͡sɛ] est un village polonais du district administratif de Nurzec-Stacja dans le powiat de Siemiatycze et dans la voïvodie de Podlachie, au Nord-Est du pays, près de la frontière avec la Biélorussie.